# 公共事務 (政黨)
公共事務（捷克語：Věci veřejné，缩写为VV）是捷克的一个已不存在的保守自由主義政黨。 领袖為反建制調查記者與作家拉代克·約恩（Radek John），其主要綱領為政治透明與反貪腐。該黨目前在捷克眾議院擁有24席。
除了反貪腐，该党還支持財政保守主義。 該黨有部分右派民粹主義政策，不反對移民，但有少部分黨員的立場更接近中間偏左。 該黨支持直接民主制，黨員可透過網路公投改變政黨路線。

## 歷史
公共事務黨成立於2001年，大部分時間都專心於布拉格的地方政治，特別是在布拉格第一區。 2009年6月，拉代克·約恩成為黨魁，之後該黨成為2010年捷克大選的競爭者之一，民調顯示公共事務黨已跨越5%門檻，有時還超越基督教民主聯盟-捷克斯洛伐克人民黨與綠黨。約恩與卡雷爾·施瓦岑貝格成為捷克最受歡迎的政治人物。
公共事務黨在本屆大選獲得10.9%的得票率，拿下24席。該黨目前與其他兩個中間偏右政黨：公民民主黨與傳統、責任、繁榮黨組成執政聯盟。

## 爭議
2011年4月，該黨領袖兼交通部長維·特巴塔（Vít Bárta），被指控收取同黨議員Jaroslav Škárka、Stanislav Huml、Kristýna Kočí等人的賄絡。這些議員隨後遭到開除黨籍。這次事件成為執政聯盟內的嚴重問題。

## 外部連結
- 官方網站 （页面存档备份，存于）